# Кравінкель
Кравінкель (нім. Crawinkel) — громада в Німеччині, розташована в землі Тюрингія. Входить до складу району Гота.
Площа — 25,27 км2. Населення становить Невірний параметр metadata 16 067 008 ос. (станом на 31 грудня 2021).